# پرواز پول
هواپیمای پول (به انگلیسی: Money Plane) فیلمی است در ژانر اکشن محصول ۲۰۲۰ آمریکا. کارگردان فیلم اندرو لارنس و فیلم‌نامه‌ٔ آن را هم لارنس با مشارکت تیم شاف نگاشته‌اند. اج (ادم کوپلند)، کلسی گرمر و توماس جین در این فیلم در نقش یک گروه به ایفای نقش پرداخته‌اند.

## داستان
جک ریز (با بازی اج) یک دزد حرفه‌ای است که تیمی کارکشته را رهبری می‌کند. او در گذشته همهٔ زندگی‌اش را در قمار باخته و فردی به نام داریوس گراچ با پرداخت بدهی‌های او وی را به خدمت گرفته است. گراچ قصد سرقت از یک هواپیما که از سوی خلافکاران به عنوان کازینویی هوایی استفاده می‌شود را دارد و جک را تهدید می‌کند که اگراین سرقت را انجام ندهد و در آن موفق نشود همسر و دخترش را خواهد کشت.